# 郭子 (志人小說)
《郭子》，东晋志人小说，凡三卷，郭澄之撰。
郭澄之曾任南朝宋武帝刘裕時任相國參軍，長於撰述。《郭子》專記西晉名士之事，文笔清新隽永，语言含蓄生动，與《语林》相类。王导名言：“我不杀伯仁，伯仁由我而死”即出自《郭子》。該書有賈淵作注。《郭子》原書在唐朝已亡佚。现仅在《艺文类聚》、《北堂书钞》、《初学记》、《六帖》、《太平御览》之中存有佚文。
《郭子》佚文與《世说新语》同出的文本有七十餘条，可知《世说》在纂缉过程中曾大量引用《郭子》旧文，有些地方甚至未加改动。《语林》、《郭子》等书的亡佚可能是因為《世说新语》更具特色所取代。如《言语》第二十記：“满奋畏风。在晋武帝坐，北窗作琉璃屏，实密似疏，奋有难色，帝笑之。奋答曰：‘臣犹吴牛，见月而喘。’”此文在《郭子》作：“满奋字武秋，高平人，畏风。在武帝坐，北窗作琉璃屏，实密似疏。奋有难色，帝问之，对曰：‘臣若吴牛，见月而喘。’”刘义庆的門下食客略去了無關緊要的字号、籍贯、官职之內容，使《世说新语》內容主旨更為精煉。清代《玉函山房辑佚书》和《无一是斋丛钞》分別辑出1卷。鲁迅於《古小说钩沉》中辑有84条。